# Gene Porter
Eugene Porter (Pocahontas, 7 juni 1910 - Mississippi, 24 februari 1993) was een Amerikaanse jazz-saxofonist en -klarinettist. 
Porter begon op de kornet, maar stapte later over op saxofoon en klarinet. Tijdens zijn middelbareschooltijd woonde hij in Chicago, waar hij speelde in marching bands en studeerde bij Omer Simeon. Hij speelde in en rond New Orleans en op rivierschepen, met Papa Celestin, Billy King, Clarence Desdunes, Tab Smith, John Robichaux (1933) en Sidney Desvigne (1935). Hij was lid van het Jeter-Pillars Orchestra van 1935 tot 1937, speelde daarna bij Don Redman, maar keerde terug naar Jeter-Pillars Orchestra waar hij tot 1942 werkte. Daarna speelde hij bij Jimmy Lunceford (1942), Fats Waller, en Benny Carter waar hij assistent bandleider was en waarmee hij optrad in enkele films, zoals "Stormy Weather" (1942-1944). Na zijn diensttijd werkte hij weer bij Carter en nam hij op met Dinah Washington (1945), Charles Mingus (1946) en Lloyd Glenn (1947). Nadat hij in 1948 verhuisd was naar San Diego werkte hij met Walter Fuller in de periode 1948-1960. In de jaren zestig leidde hij zijn eigen bands.
Porter is opgenomen in de St. Louis Jazz Hall of Fame.